# Petrophila herminalis
Petrophila herminalis là một loài bướm đêm trong họ Crambidae.